# Frambezija
Frambezija (također poznata kao tropska frambezija, timoza, tropski papilom, parangi, bouba, frambösie, te pian) je vrsta tropske zarazne bolesti kože, kostiju i zglobova uzrokovana spirohetnom bakterijom Treponema pallidum pertenue. Bolest započinje okruglom tvrdom oteklinom na koži, radijusa 2 do 5 centimetara. Ova promjena se u može u sredini otvoriti, formirajući  čir. Ova prvotna kožna promjena obično zacijeli kroz tri do šest mjeseci. Nakon više tjedana ili godina, javlja se bol u zglobovima i kostima, umor, te nove promjene kože. Koža dlanova i tabana postaje zadebljana te također mogu nastati čirevi. Kosti (pogotovo nosne) mogu postati deformirane. Nakon pet ili više godina javljaju se ožiljkaste promjene na velikim površinama kože.
Frambezija se prenosi izravnim kontaktom s tekućinom koja izlazi iz kožnih lezija zaražene osobe. Kontakt uglavnom nije seksualne naravi. Bolest je česta u djece, među kojom se lako širi za vrijeme zajedničke igre. Ostale slične treponemske bolesti uključuju bejel (Treponema pallidum endemicum), pintu (Treponema pallidum carateum), te sifilis (Treponema pallidum pallidum). Frambezija se uglavnom dijagnosticira prema pojavi tipičnih kožnih promjena. Testovi za protutijela u serumu mogu biti korisni, no ne razlikuju trenutnu infekciju i preboljenu bolest. Reakcija lančane polimeraze (PCR) je najtočnija metoda za dijagnozu.
Prevencija se djelomično provodi izlječenjem zaraženih, smanjujući tako rizik prijenosa bolesti. U područjima gdje je ova bolest česta učinkovita mjera može biti i liječenje cijele društvene skupine. Poboljšanje higijenskih i sanitarnih uvjeta također smanjuje prijenos bolesti. Za liječenje se uglavnom koriste antibiotici poput peroralne primjene azitromicina ili parenteralne primjene benzatin penicilina. Bez liječenja, u 10% slučajeva javljaju se fizički deformiteti.
Od 2012. godine, frambezija je česta bolest u barem 14 tropskih zemalja. Bolest zahvaća samo ljude. 50-tih i 60-ih godina 20.stoljeća Svjetska zdravstvena organizacija (SZO) je umalo eradicirala frambeziju. Od tada se broj zaraženih ipak povećao te SZO ponovno nastoji eradicirati ovu bolest do 2020. godine. Prema posljednjoj procjeni 1995. godine, broj zaraženih bio je veći od 500,000. Iako je bolest prvi puta opisao Willem Piso 1679. godine, arheološki dokazi ukazaju da je bolest bila prisutna u ljudi već prije 1.6 milijuna godina.